# David O'Connor (egittologo)
David O'Connor (Sydney, 5 febbraio 1938 – 1º ottobre 2022) è stato un egittologo e archeologo australiano.

## Biografia
Laureato all'Università di Sydney, condusse principalmente scavi archeologici relativi ai siti dell'antico Egitto e della Nubia. O'Connor fu della cattedra Lila Acheson Wallace presso l'Institute of Fine Art della New York University, curatore del Museo Egizio dell'Università della Pennsylvania e direttore della spedizione archeologica di Abido in Egitto. O'Connor era noto soprattutto per il suo lavoro negli scavi dell'antica città di Abido in Egitto dal 1967.